# الیکایی آرام
الیکایی آرام (نام علمی: Troglodytes pacificus) نام یک گونه از سرده الیکایی‌های غارنشین است.